# Melchora Figueroa
Melchora Figueroa fue una terrateniente salteña del siglo XIX, fundadora de la ciudad de Rosario de la Frontera en el noroeste de la argentina.

## Biografía
Melchora Figueroa nació el 1 de enero de 1821 en la ciudad de Salta, Provincias Unidas del Río de la Plata, hija de Narciso de Figueroa y Toledo Pimentel y de Gabriela de Goyechea y Cornejo, prima hermana por parte de madre del caudillo de la Guerra Gaucha general Martín Miguel de Güemes.
Melchora Figueroa siguió sus estudios básicos en el Colegio de Educandas de Salta y el 24 de febrero de 1836, contando con quince años de edad, contrajo matrimonio con Gregorio Antonino Fernández Cornejo y Usandivaras, hijo del coronel José Antonino Fernández y de la Corte, pariente suyo.

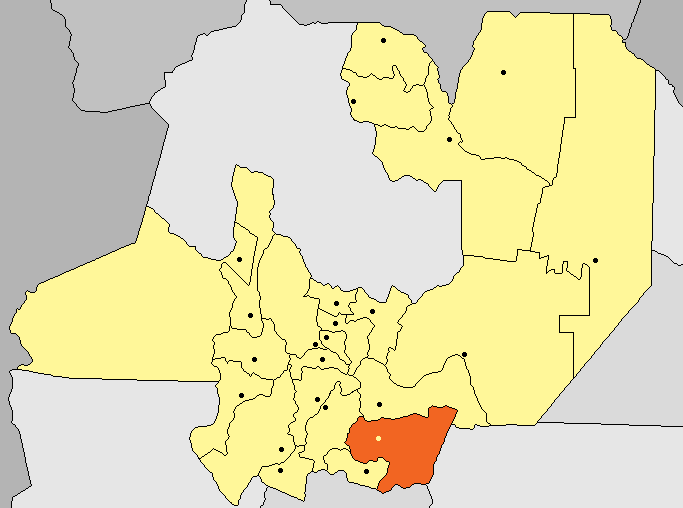
Rosario de la Frontera, Salta.

El 24 de agosto de 1850 su marido adquirió en remate la estancia El Rosario, antes propiedad de Rudecindo Alvarado, en la región denominada La Frontera (jurisdicción de Esteco), ubicada entre el río Salado y el río Tala, en el actual departamento Rosario de la Frontera, donde se estableció la familia.
Tras enviudar y heredar esas propiedades, Melchora Figueroa fundó en la década de 1860 a instancias del cura Jesús Alurralde la actual ciudad de Rosario de la Frontera, cediendo nueve manzanas limitadas por las actuales calles Figueroa Alcorta, general Güemes, 25 de Mayo y 9 de Julio, para el trazado de la plaza Independencia (frente a la cual se encontraba la primitiva iglesia y el cementerio), levantar frente a la misma el edificio municipal y una cárcel y prever la expansión del poblado.
El 20 de junio de 1873 el agrimensor Carlos L. Schossig efectuó la traza del pueblo y el 11 de marzo de 1874 el gobernador de la provincia de Salta Juan Pablo Saravia oficializó la donación y convirtió al nuevo pueblo en capital del departamento de ese nombre, dejando constancia en el decreto que Melchora Figueroa se comprometía a vender los solares necesarios para la construcción de viviendas para los vecinos del naciente poblado.
Después de largas negociaciones y gracias a las gestiones del entonces presidente del Senado Salustiano Sosa, en 1880 la administración del gobernador Martín Gabriel Güemes cerró un acuerdo por el cual el Banco Provincial de Salta adquiría las tierras que darían lugar a las Termas de Rosario de la Frontera.
En 1889 efectuó una donación adicional de una larga franja de 20 metros de ancho para tender una línea de tranvías entre la estación de trenes de Rosario de la Frontera con el Balneario de Las Termas. Si bien el tranvía no se concretó, el terreno se utilizaría a futuro para el tendido de la avenida Palau que une la ciudad con Las Termas.
Melchora Figueroa falleció el 25 de febrero de 1904 a los 83 años de edad «rodeada de gran respeto» por parte de su comunidad.
En 1935 el gobernador de la provincia de Salta Avelino Aráoz dispuso la construcción de un mausoleo en forma de obelisco en el cementerio de Rosario de la Frontera en homenaje a su fundadora.
En 1979 la municipalidad instaló una placa en el atrio de la Iglesia Parroquial con motivo de cumplirse 75 años de la muerte de la fundadora.
La semblanza publicada en esa oportunidad recuerda que «Hasta 1904, año de su fallecimiento, no hubo gestión, mejora, ayuda, tramitación que  no llevara la firma o contara con el apoyo pecuniario de doña Melchora. Y más aún: se transformó en una figura casi patriarcal a la que se recurría ante desavenencias familiares, litigios de vecinos, apremios económicos o simplemente para que impartiera la bendición a los niños que sus madres ofrecían con respeto. Todo cuanto existe de importancia en nuestra ciudad fue realizado por su apoyo y desprendimiento: terrenos para el ferrocarril, caminos vecinales, plaza, calles, cementerio… Fueron numerosas sus contribuciones para escuelas, biblioteca y el "Lazareto del Cólera" que sirvió para aislar a los enfermos del terrible flagelo. El Hotel termas se edificó en terrenos que nunca quiso vender y que consintió en arrendar con el compromiso de que personas de escasos recursos pudieran tomar baños en forma gratuita. Vendió lotes con la condición de que se edificara en plazo perentorio y cuando así no ocurriera, devolvió el dinero de la compra-venta en su totalidad. Los primeros colonos se afincaron en tierras que les cedió en préstamo o arriendo facilitando, en muchos casos, las herramientas o implementos de labranza. La colonia agrícola que conoció Sarmiento en 1886, cuyos "huertos de verduras se cultivan con esmero", estaba en sus tierras. Indiscutiblemente fue la fundadora de Rosario de la Frontera, pero asumió otros roles con responsabilidad: fue esposa y madre ejemplar, la mejor testigo, juez, vecina respetuosa y fiel cumplidora de cuantas disposiciones y ordenanzas reglan la vida en comunidad. Caritativa, generosa, con cristiana y fraternal vocación de servicio, responsable ante los compromisos y la palabra empeñada. En conclusión: un paradigma»
Confusamente se repite a menudo (replicando una información errónea) que la fundación de la ciudad y la donación que le diera origen se remonta a 1776. Las fechas aceptadas son 1874 o bien el 7 de octubre de 1699, año del emplazamiento del Fuerte del Rosario por el Gobernador del Tucumán Juan de Zamudio.